# Valeriana urbanii
Valeriana urbanii är en kaprifolväxtart som beskrevs av Rodolfo Amando Philippi. Valeriana urbanii ingår i släktet vänderötter, och familjen kaprifolväxter. Inga underarter finns listade i Catalogue of Life.